# 플레이스테이션 오피셜 매거진 - 오스트레일리아
플레이스테이션 오피셜 매거진 - 오스트레일리아(PlayStation Official Magazine – Australia)는 퓨처 오스트레일리아에서 발행하는 비디오 게임 잡지이다.
이 잡지의 기원은 원래 플레이스테이션 콘솔로 거슬러 올라간다. 이 잡지는 "Official Australian PlayStation Magazine"이라고 불렸다. 시대가 바뀌면서 "Official PlayStation 2 Magazine-Australia"로 리브랜딩된다. 마지막으로 플레이스테이션 3의 출시와 동시에 "PlayStation Official Magazine – Australia"로 브랜드가 변경되었다. 이 잡지의 제목은 종종 OPM으로 축약된다.

## 직원
- 편집자: 아담 매튜
- 스태프 라이터: 아담 게티
- 아트 디렉터: 스테파니 고
- 참여자: 제임스 코티, 댄 스테인즈, 폴 테일러, 제임스 엘리스, 데이브 코지키, 토비 맥캐스커, 네이선 로렌스, 마틴 글래드스톤, 클린트 맥크리디
- 그래픽 디자인: 라이언 스튜어트
- 크리에이티브 디렉터: 폴 쿡
- '레지던트 이블': "앵그리 색보이"(Angry Sackboy)